# Малая Ленская
Малая Ленская — деревня в Черемховском районе Иркутской области России. Входит в состав Парфеновского муниципального образования. Находится примерно в 24 км к юго-западу от районного центра.

## Население
| 2002 | 2010 | 2011 | 2012 |
| ---- | ---- | ---- | ---- |
| 111  | ↘108 | →108 | ↘106 |